# Sen no sen
Sen no sen (em japonês:  先の先, pré-ataque), ou sente (先手, moção), é um conceito e uma técnica das artes marciais do Japão, que consiste em manter uma postura de proactividade numa luta, isto é, antes que o adversário possa concluir seu ataque, deve-se aplicar uma técnica com o fito não somente de defesa mas de resolução.
A técnica consiste na percepção da atitude agressiva do oponente, que ao ser notado que haverá de sair um movimento, ou técnica, de ataque, a pessoa simultaneamente deverá aplicar um técnica defensiva. E, posto que esteja o conceito ligado à ideia de tempo de reacção, trata-se de um termo polissêmico, que vai buscar seu fundamento no estado de atenção (zanshin), pois ao se vislumbrar o iminente ataque, haverá maior lapso temporal para a elaboração da estratégia de defesa, que, neste particular, consistirá de um bloqueio da energia da técnica oposta. Na maioria das vezes, trata-se de um ataque ao mesmo tempo, mas não é só isso, haja vista que o fluxo de energia — cinética — atuará em desfavor do atacante original. Ou seja, o que se visa não é o golpe mas o ki que o promove.